# Mittelland (huyện)
Mittelland (tiếng Pháp: District du Mittelland, tiếng Đức: Bezirk Mittelland) là một huyện hành chính cũ của Thụy Sĩ. Huyện này thuộc bang Appenzell Ausserrhoden, tồn tại từ năm 1858 đến năm 1995. Huyện có diện tích 60 km², với thủ phủ đóng ở Teufen. Mã bưu chính của huyện là 1502..
Mặc dù không còn tồn tại với tư cách đơn vị hành chính, nhưng phương diện văn hóa và địa bàn thống kê vẫn được sử dụng. Dân số theo thống kê của cục thống kê Thụy Sĩ năm 1999 là 15.921 người.
Các đô thị trước đây gồm Teufen (thủ phủ), Bühler, Gais, Speicher, Trogen.